# Вила Раверио (Монца и Бријанца)
Вила Раверио је насеље у Италији у округу Монца и Бријанца, региону Ломбардија.
Према процени из 2011. у насељу је живело 2194 становника. Насеље се налази на надморској висини од 285 м.